# Granholm Rock
Der Granholm Rock ist ein 3 m hoher Klippenfelsen mit überhängender Eiskappe im Archipel der Windmill-Inseln vor der Budd-Küste des ostantarktischen Wilkeslands. Er liegt nordwestlich von Beall Island in der Nähe der Casey-Station.
Das Antarctic Names Committee of Australia benannte ihn nach Peter Granholm, langjähriger Kapitän der Forschungsschiffe Nella Dan und Thala Dan.